# Severní ostrov (Nový Zéland)
Severní ostrov (anglicky North Island, maorsky Te Ika-a-Māui) je druhý největší ostrov Nového Zélandu, má rozlohu asi 114 597 km². Leží zde největší město Auckland (1,3 milionu obyv.). Zeměpisný úřad Nového Zélandu v roce 2013 doporučil stávající neformální anglický název North Island oficiálně kodifikovat a souběžně s ním i maorský název Te Ika-a-Maui (Velká ryba Mauiho); podle maorské mytologie se bůh Maui vydal se svými staršími bratry na lov ryb a i když měl pověst špatného rybáře, ulovil největší rybu.

## Geografie
Ostrov má velmi nepravidelné pobřeží s několika poloostrovy. Úrodné nížiny přecházejí v kopce lemované zátokami a písčitými plážemi. Uprostřed Severního ostrova se nachází oblast sopek včetně supervulkánu Taupo. Čtyři z nich jsou dosud činné a je zde také mnoho bublajících horkých pramenů a gejzírů. Nejvyšším vrcholem Severního ostrova je jedna ze čtyř sopek, sopka Ruapehu (2797 m), která se nachází v národním parku Tongariro (od roku 1993 světové dědictví UNESCO). Na jihu ostrova se rozeklané kopce svažují a předcházejí v roviny a pobřežní nížiny.

## Města na ostrově
- Auckland
- Cambridge
- Coromandel
- Dannevirke
- Dargaville
- Eketahuna
- Featherston
- Foxton
- Gisborne
- Hamilton
- Hastings
- Huntly
- Kaikohe
- Kaitaia
- Kawakawa
- Kawerau
- Kerikeri
- Levin
- Lower Hutt
- Manukau
- Martinborough
- Masterton
- Matamata
- Napier
- New Plymouth
- North Shore
- Ohakune
- Opotiki
- Pahiatua
- Palmerston North
- Papakura
- Porirua
- Pukekohe
- Raglan
- Rotorua
- Stratford
- Tairua
- Taupo
- Tauranga
- Upper Hutt
- Wairoa
- Waitakere
- Wanganui
- Whakatane
- Whangarei
- Wellington
- Woodville